# Liste der Geotope im Landkreis Weilheim-Schongau
Diese Liste enthält die Geotope des Oberbayerischen Landkreises Weilheim-Schongau in Bayern.
Die Liste enthält die amtlichen Bezeichnungen für Namen und Nummern des Bayerischen Landesamts für Umwelt (LfU) sowie deren geographische Lage. Diese Liste ist möglicherweise unvollständig. Im Geotopkataster Bayern sind etwa 3.400 Geotope (Stand März 2020) erfasst. Das LfU sieht einige Geotope nicht für die Veröffentlichung im Internet geeignet. Einige Objekte sind zum Beispiel nicht gefahrlos zugänglich oder dürfen aus anderen Gründen nur eingeschränkt betreten werden.
| Name                                                      | Bild           | Geotop ID | Gemeinde / Lage                 | Geologische Raumeinheit        | Beschreibung | Fläche m² / Ausdehnung m | Geologie                                                                                                | Aufschlussart                  | Wert               | Schutzstatus                                             | Bemerkung                       |
| --------------------------------------------------------- | -------------- | --------- | ------------------------------- | ------------------------------ | --- | ------------------------ | --- | ------------------------------ | ------------------ | -------------------------------------------------------- | ------------------------------- |
| Ehem. Kalktuffbrüche NW bis W von Paterzell               | weitere Bilder | 190A001   | Wessobrunn Position             | Isar-Loisach-Jungmoränenregion | Die stark zerbrochenen Kalktuffblöcke enthalten Blattabdrücke und sind ca. 30 m weit von ihrem Bildungsort abgeglitten. | 180000 600 × 300         | Typ: Gesteinsart, Steinbruch/Grube, Pflanzliche Fossilien, Tierische Fossilien Art: Kalktuff            | Steinbruch                     | bedeutend          | Naturschutzgebiet, FFH-Gebiet                            |                                 |
| Ehem. Steinbruch Hanslbauer bei Hohenpeißenberg           |                | 190A002   | Hohenpeißenberg Position        | Isar-Loisach-Jungmoränenregion | Im stark verwachsenen Bruch ist glaukonitischer Sandstein aufgeschlossen, in dem Haifischzähne gefunden wurden. Die Schichtfolge ist an der Südwest-Flanke des Hohenpeißenbergs steil aufgerichtet (Peißenberger Überschiebung!). Stellenweisen wurden organische Abfälle im Bruch abgelagert. | 684 36 × 19              | Typ: Schichtfolge, Tierische Fossilien Art: Sandstein                                                   | Steinbruch                     | bedeutend          | Naturdenkmal                                             |                                 |
| Ehem. Steinbruch in Oberer Meeresmolasse bei Ellensberg   |                | 190A003   | Bernbeuren Position             | Iller-Lech-Jungmoränenregion   | Unter oberflächlichen Moränen ist Nagelfluh anstehend. | 600 30 × 20              | Typ: Schichtfolge, Gesteinsart, Tierische Fossilien Art: Konglomerat                                    | Steinbruch                     | bedeutend          | Naturdenkmal                                             |                                 |
| Moränenwälle NE von Oberforst                             | weitere Bilder | 190A004   | Wessobrunn Position             | Isar-Loisach-Jungmoränenregion | Der Wall verläuft in Ost-West-Richtung, zwischen ausgeprägten würmeiszeitlichen wallförmigen Rückzugsmoränen. Es handelt sich vermutlich um rißeiszeitlichen Schotter, der stellenweise schwach verfestigt ist. | 850000 1700 × 500        | Typ: Schichtfolge, Schmelzwassertal Art: Moräne, Schotter                                               | Hanganriss/Felswand            | bedeutend          | kein Schutzgebiet                                        |                                 |
| Ehemaliger Steinbruch Schwaig                             |                | 190A005   | Iffeldorf Position              | Isar-Loisach-Jungmoränenregion | In den Feinsandsteinen finden sich einzelne Konglomeratlagen und Muschelreste. | 500 25 × 20              | Typ: Gesteinsart, Tierische Fossilien Art: Sandstein                                                    | Steinbruch                     | bedeutend          | Landschaftsschutzgebiet                                  |                                 |
| Ehemaliger Steinbruch bei Vordergründl                    |                | 190A006   | Steingaden Position             | Iller-Lech-Jungmoränenregion   | Zwischen Nagelfluhbänken, Sandsteinen und Mergeln finden sich geringmächtige Kohleflözchen. | 260 20 × 13              | Typ: Schichtfolge, Gesteinsart Art: Konglomerat, Sandstein, Mergelstein                                 | Steinbruch                     | bedeutend          | kein Schutzgebiet                                        |                                 |
| Steinbruch am Grenzbach                                   | weitere Bilder | 190A007   | Sindelsdorf Position            | Isar-Loisach-Jungmoränenregion | Ehemaliger Abbau in den Sandsteinen der Unteren Bunten Molasse in einer breiten Grotte. Das Gelände ist umzäunt und wird als Fischgewässer genutzt. | 48 8 × 6                 | Typ: Gesteinsart, Steinbruch/Grube Art: Sandstein                                                       | Steinbruch                     | wertvoll           | kein Schutzgebiet                                        |                                 |
| Molasseprofil an der A95                                  |                | 190A010   | Sindelsdorf Position            | Isar-Loisach-Jungmoränenregion | Das Profil liegt im überkippten, steil südfallenden Südflügel der Penzberger Mulde. Es bietet einen Einblick in marine Bausteinschichten, untere Brackwassermolasse und untere Bunte Molasse. | 4000 200 × 20            | Typ: Schichtfolge Art: Sandstein                                                                        | Böschung                       | wertvoll           | kein Schutzgebiet                                        |                                 |
| Steinbruch NW von St. Johannisrain                        |                | 190A011   | Penzberg Position               | Isar-Loisach-Jungmoränenregion | Der stillgelegte Steinbruch liegt in steilstehenden Sandsteinen der unteren Brackwassermolasse. | 1000 50 × 20             | Typ: Gesteinsart, Sedimentstrukturen Art: Sandstein                                                     | Steinbruch                     | wertvoll           | kein Schutzgebiet                                        |                                 |
| Kohleflöz am Bühlach                                      | weitere Bilder | 190A012   | Peiting Position                | Isar-Loisach-Jungmoränenregion | Bei Straßenbauarbeiten wurde 1996 die Schichtenfolge mit Kohleflözen an der Ostseite des Bühlach freigelegt. Es handelt sich um das mächtigste bekannte Vorkommen von Pechkohle an der Oberfläche im ostbayerischen Raum. Durch einen symbolischen Stolleneingang wird der Aufschluss vor Witterung und Sammlern geschützt. | 6 3 × 2                  | Typ: Mineralien, Gesteinsart, Tierische Fossilien, Schichtfolge Art: Braunkohle, Mergelstein, Sandstein | Böschung                       | besonders wertvoll | kein Schutzgebiet                                        | Bayerns schönste Geotope Nr. 55 |
| Kalktuffe von Polling                                     |                | 190A013   | Polling Position                | Isar-Loisach-Jungmoränenregion | Die Kalktufflager bei Polling sind mit bis über 20 m die mächtigsten Vorkommen im bayerischen Alpenvorland. Der ehemals viel größere Jakobsee wurde durch einen Moränenwall aufgestaut. Kalkreiche Wässer überströmten den Wall auf breiter Front und über Jahrtausende wurden Kalktuffe in hoher Mächtigkeit abgeschieden. In den Kalktuff waren Pflanzen, Blätter und Hölzer eingeschlossen, die heute nur noch als Hohlräume oder Abdrücke im Strukturtuff erhalten sind. Eingeschlossen im Kalktuff finden sich auch Süßwassermollusken und in den jüngsten lockeren Schwemmtuffen eine jungsteinzeitliche Kulturschicht. Der bergfeucht gut schneidbare und an der Luft aushärtende Kalktuff war ein beliebter Werkstein. Vermutlich sorgte bereits die direkt am Steinbruchgelände vorbeiführende Römerstraße für die Verbreitung des Steins. In zwei Brüchen (Firmen Geiger und Lindner) wird heute noch Tuffstein abgebaut. Die aktiven Steinbrüche sind nicht zugänglich. Ein kleiner Aufschluss im Tuffstein findet sich am Weg zum Sportplatz nordöstlich der aktiven Brüche. | 104000 400 × 260         | Typ: Gesteinsart, Steinbruch/Grube, Pflanzliche Fossilien, Tierische Fossilien Art: Kalktuff            | Steinbruch                     | bedeutend          | kein Schutzgebiet                                        |                                 |
| Kohleflöz N von Ramsau                                    |                | 190A014   | Peiting Position                | Iller-Lech-Jungmoränenregion   | Beim Straßenbau wurde das Kohleflöz mit einer Mächtigkeit bis 20 cm angeschnitten. Durch Sammeltätigkeit und Bewuchs hat der Aufschluss bereits viel an Attraktivität eingebüßt. | 12 4 × 3                 | Typ: Gesteinsart, Pflanzliche Fossilien, Tierische Fossilien Art: Braunkohle                            | Böschung                       | bedeutend          | kein Schutzgebiet                                        |                                 |
| Kalktufffelsen und Wiesenkalk in Schwabsoien              |                | 190A015   | Schwabsoien Position            | Iller-Lech-Jungmoränenregion   | Kalksinterbildung am Ostrand einer terrassenförmigen Verebnungsfläche, die laut Erläuterungstafel vor Ort aus tertiärem Feinsand (mit tierischen Fossilien) besteht. Sehr löcheriger Kalktuff in Form einer Steinernen Rinne. Die Schönach fließt in einem Metallgerinne auf dem Felsen und wird zur Stromgewinnung in einem kleinen Kraftwerk genutzt. Das Objekt ist als Landschaftsbestandteil geschützt. | 350 70 × 5               | Typ: Gesteinsart, Sinterbildung, Tierische Fossilien, Steinbruch/Grube Art: Kalktuff                    | Hanganriss/Felswand            | bedeutend          | Landschaftsbestandteil                                   |                                 |
| Schwalbenstein NE von Schongau                            |                | 190A016   | Schongau Position               | Iller-Lech-Jungmoränenregion   | Der Schwalbenstein fällt mit hohen, teils überhängenden Nagelfluhfelsen zum Lechtal hin ab. Von oben sind die Aufschlüsse in den mindelzeitlichen Jüngeren Deckenschottern nicht zugänglich. Im weglosen, mühsamen Aufstieg von nördlich Rösenau aus sind die Mergel der Oberen Süßwassermolasse durchfeuchtet und teils abgerutscht. Auf ihnen liegen Sturzblöcke von Nagelfluh. An der Obergrenze der tertiären Mergel treten an der Quartärbasis Quellen aus, deren Wässer Kalk abscheiden und den steilen Hang mit reichlich Kalktuff – teils in schönen Terrassen – überziehen. Alte Quellfassungen dienten der Notwasserversorgung von Hochenfurch. Die mindelzeitlichen Nagelfluhen enthalten einen hohen Anteil an Dolomitgeröllen, die entfestigt zu Dolomitasche zerfallen sind. Die Kalktuffbildungen nicht betreten! Von den Steilwänden fernbleiben – Steinschlaggefahr! | 37500 250 × 150          | Typ: Schichtfolge, Gesteinsart, Schichtquelle Art: Konglomerat, Mergel                                  | Felshang/Felskuppe             | bedeutend          | FFH-Gebiet, Vogelschutzgebiet                            |                                 |
| Weißach-Schichten am Kronbach NW von Hintertharren        |                | 190A017   | Bernbeuren Position             | Iller-Lech-Jungmoränenregion   | Nordwestlich von Hintertharren sind an Prallhängen des mäandrierenden Kronbachs Sandsteinbänke und rot bis ockerfarben geflammte Mergelsteine der Weißach-Schichten aufgeschlossen. Die Aufschlüsse sind nur weglos erreichbar. | 24000 300 × 80           | Typ: Schichtfolge, Gesteinsart Art: Sandstein, Mergelstein                                              | Prallhang/Flussbett/Bachprofil | bedeutend          | kein Schutzgebiet                                        |                                 |
| Tertiär und Pleistozän am Schwarzlaichbach NE von Peiting |                | 190A019   | Peiting Position                | Isar-Loisach-Jungmoränenregion | An den Prallhängen des Schwarzlaichbachs stehen unterhalb von Grabhof früh- bis hochwürmzeitliche tonige Schluffe eines Peitinger Schmelzwassersees an. Die Alterseinstufung erfolgt aufgrund der Überlagerung durch würmzeitliche Schotter und Moränen. Bachaufwärts treten tertiäre Feinsedimente der Oberen Süßwassermolasse, in deren Relief eine Schotternagelfluh liegt, zutage. Die Nagelfluh wird als rißzeitlich eingestuft. Auf und neben ihr liegt würmzeitliche Moräne – ein Till mit Geröllen in feinkörniger Matrix. | 32000 400 × 80           | Typ: Gesteinsart, Schichtfolge Art: Ton, Moräne, Mergel                                                 | Prallhang/Flussbett/Bachprofil | bedeutend          | kein Schutzgebiet                                        |                                 |
| Straßenaufschluss in Weißach-Schichten SE von Ramsau      |                | 190A020   | Peiting Position                | Isar-Loisach-Jungmoränenregion | An der B23 war südöstlich von Ramsau beim Straßenbau eine Wechsellagerung von Mergel- und Sandsteinen der Weißach-Schichten freigelegt worden. Ein genaues Profil wurde aufgenommen und im Bodeninformationssystem Bayern hinterlegt. Gegenüber dem Bauzustand von 2008 ist der Aufschluss heute etwas überwachsen. Die Wechselfolge von Gesteinen und pflasterähnliche Bankoberflächen sind aber gut zu erkennen. | 150 15 × 10              | Typ: Schichtfolge, Gesteinsart Art: Mergelstein, Kalksandstein                                          | Böschung                       | bedeutend          | kein Schutzgebiet                                        |                                 |
| Hauptstollen Hohenpeißenberg                              | weitere Bilder | 190G001   | Hohenpeißenberg Position        | Isar-Loisach-Jungmoränenregion | Die bauwürdigen Pechkohlenflöze im Peißenberger Revier liegen innerhalb der Cyrenenschichten der Faltenmolasse. Der oberbayerische Pechkohlen-Bergbau entfaltete seine Blüte Mitte des 19. Jahrhunderts, wovon eine Tafel mit der Jahreszahl 1837 über dem Eingang zeugt. Das Stollenmundloch und sein Umfeld sind neu gestaltet und mit Schautafeln und -objekten versehen. Das Stollenmundloch nebst Futtermauern steht als Baudenkmal unter Schutz (Denkmal-Nr. D-1-90-130-10). | 4 2 × 2                  | Typ: Stollen Art: Sandstein, Mergelstein, Braunkohle                                                    | Tunnel/Stollen/Schacht         | geringwertig       | Denkmalschutz                                            |                                 |
| Unterbaustollen Hohenpeißenberg                           | weitere Bilder | 190G002   | Hohenpeißenberg Position        | Isar-Loisach-Jungmoränenregion | In Peißenberg wird seit dem 16. Jahrhundert Pechkohlenbergbau betrieben. Der Abbau entfaltete im 19. Jahrhundert seine Blüte und wurde 1971 eingestellt. In der Faltenmolasse sind die Hauptverbreitungsgebiete der bauwürdigen Pechkohlen. Die Peißenberger Flöze sind stratigraphisch innerhalb der Cyrenenschichten einzustufen. Der Unterbaustollen wurde 1847 angeschlagen, wovon die Jahreszahl über dem Stollenmundloch zeugte. Das Mundloch ist neu verwahrt. | 4 2 × 2                  | Typ: Stollen Art: Sandstein, Mergelstein, Braunkohle                                                    | Tunnel/Stollen/Schacht         | geringwertig       | kein Schutzgebiet                                        |                                 |
| Schaubergwerk Tiefstollen in Peißenberg                   |                | 190G003   | Peißenberg Position             | Isar-Loisach-Jungmoränenregion | In der Faltenmolasse liegen die Hauptverbreitungsgebiete der bauwürdigen Pechkohlen. Stratigraphisch sind die Peißenberger Flöze innerhalb der Cyrenenschichten einzustufen. Der Tiefstollen ist als Schaubergwerk ausgebaut, die ehemalige Zechenschänke als Bergbaumuseum umgebaut. Der Eingang zum Stollen ist mit einem Gittertor verschlossen. Vor dem Tor sind Gleise und Fahrzeuge der Grubenbahn zu sehen. Der Stollen und der Bereich des Mundlochs stehen als Baudenkmal unter Schutz (Denkmal-Nr. D-1-90-139-28). | 40 10 × 4                | Typ: Stollen Art: Sandstein, Mergelstein, Braunkohle                                                    | Tunnel/Stollen/Schacht         | wertvoll           | Denkmalschutz                                            |                                 |
| Sulzer Stollen und Mittelstollen W von Peißenberg         | weitere Bilder | 190G004   | Peißenberg Position             | Isar-Loisach-Jungmoränenregion | Der Sulzer Stollen im Peißenberger Revier wurde 1852 angeschlagen, traf jedoch keine Kohleflöze an, da er östlich der damals noch nicht bekannten Sulzer Querstörung verlief. Im Peißenberger Ostfeld liegen die Kohleflöze in erheblicher Tiefe. Der Mittelstollen wurde 1868 angeschlagen und noch vor 1900 aufgelassen. Am Ende der Strecke nach 220 m wurde Flöz 9 erreicht. |                          | Typ: Stollen Art: Konglomerat, Sandstein, Braunkohle                                                    | Tunnel/Stollen/Schacht         | wertvoll           | kein Schutzgebiet                                        |                                 |
| Torfstich im Premer Filz NE von Prem                      |                | 190G005   | Prem Position                   | Iller-Lech-Jungmoränenregion   | Nordöstlich von Prem liegt das FFH-Gebiet Urspringer Filz, Premer Filz und Viehweiden. Im Premer Filz ist ein Moorlehrpfad mit Torfstich eingerichtet. Das Hochmoor des Premer Filzes entwickelte sich nach dem Auslaufen des spät- bis postglazialen Lechbrucker Sees. Dieser Schmelzwassersee staute sich beim Gletscherrückzug zwischen dem Molasserriegel von Lechbruck und dem Drumlinfeld E von Prem auf. Der Torf des Premer Filzes wurde umfangreich abgebaut. Im Digitalen Geländemodell zeichnen sich deutlich die schmalen Abbauparzellen der bäuerlichen Torfgewinnung ab. Am Torfstich auf dem Moorlehrpfad wird bei Führungen die Technik des Torfstechens gezeigt. | 20 10 × 2                | Typ: Torfstich Art: Torf                                                                                | Böschung                       | wertvoll           | FFH-Gebiet                                               |                                 |
| Quellaustritt S von Etting                                |                | 190Q001   | Polling Position                | Isar-Loisach-Jungmoränenregion | Relativ starke Quelle aus den (Murnauer) Vorstoßschottern am östlichen Talhang. Weitere, z. T. starke Quellen liegen im Ortsbereich, teils für Fischzuchten genutzt. Nördlich des Ortes liegen zwei weitere starke Quellaustritte mit kleinen Sandvulkanen. | 45000 900 × 50           | Typ: Schichtquelle Art: Schotter                                                                        | kein Aufschluss                | wertvoll           | Naturdenkmal, FFH-Gebiet                                 |                                 |
| Quelltopf Blaue Gumpe                                     | weitere Bilder | 190Q002   | Iffeldorf Position              | Isar-Loisach-Jungmoränenregion | Die Osterseen entstanden als Eiszerfallslandschaft während der Erwärmung in der Späteiszeit und gelten als eine der vielseitigsten und schönsten Landschaften Bayerns. Die Blaue Gumpe ist eine Quelle in eiszeitlichen Schottern. Klares, ca. 10 Grad warmes Wasser dringt dort an die Oberfläche und bedingt an kalten Wintertagen Dampfbildung über der Quelle. Es entstammt wohl den Molasseschichten und ist kalkreich. Daher sind die Wände des Quelltopfs mit hellen Kalkabscheidungen überzogen. | 100 10 × 10              | Typ: Verengungsquelle Art: Kalkstein, Kies                                                              | kein Aufschluss                | wertvoll           | Naturschutzgebiet, Landschaftsschutzgebiet               |                                 |
| Quellen des ehemaligen Klosters Wessobrunn                |                | 190Q003   | Wessobrunn Position             | Isar-Loisach-Jungmoränenregion | Nach der Gründungslegende musste der bairische Herzog Tassilo III. im Jahr 753 auf der Jagd eine Nacht im Wald verbringen. Im Traum sah er drei Quellen, deren Wasser in Kreuzesform zusammenfloss und von der aus eine Leiter zum Himmel führte. Anderntags fand sein Jagdgefährte Wezzo die Quellen und Tassilo ließ an dem Ort ein Kloster – Wessobrunn – errichten. Das heutige Brunnenhaus über den drei Quellen wurde 1735 gebaut. Eine 15 m höher hangaufwärts niedergebrachte Bohrung traf in 17 m Tiefe in sandig-kiesiger Würmmoräne und hochglazialen Stauschottern Wasser an, also etwa auf gleichem Niveau der Quellaustritte. Grundwassersohlschicht sind etwa 6 m tiefer Tone der Oberen Süßwassermolasse. | 500 25 × 20              | Typ: Schichtquelle Art: Moräne, Kies, Ton                                                               | kein Aufschluss                | wertvoll           | kein Schutzgebiet                                        |                                 |
| Pähler Schlucht                                           | weitere Bilder | 190R001   | Pähl Position                   | Isar-Loisach-Jungmoränenregion | In der durch einen Weg erschlossenen Schlucht sind überwiegend Deckenschotter-Konglomerate aufgeschlossen, im Westteil auch das unterlagernde Tertiär. Ein Wasserfall bildet das östliche Ende der Schlucht. Im Westen weitet sich das Tal, Rutschmassen nehmen zu. | 100000 1000 × 100        | Typ: Schlucht, Wasserfall, Schichtfolge Art: Konglomerat, Mergel                                        | Prallhang/Flussbett/Bachprofil | wertvoll           | Naturschutzgebiet, Landschaftsschutzgebiet, FFH-Gebiet   |                                 |
| Burgberg bei Burggen                                      |                | 190R002   | Burggen Position                | Iller-Lech-Jungmoränenregion   | Ein langgestreckter Würm-Endmoränenwall des Tonnenberger Stadiums. In der Flanke des SW-Hanges liegt ein Findling aus Molassesandstein. Der Burgberg diente vermutlich als Fliehburg. Auf der N-Seite befinden sich Reste einer Wallanlage (2 Ringe mit Wall und Graben). | 140000 700 × 200         | Typ: End-(Wall-)Moräne Art: Moräne                                                                      | kein Aufschluss                | bedeutend          | Naturdenkmal, Landschaftsschutzgebiet                    |                                 |
| Toteislöcher bei Borzenwinkel                             |                | 190R003   | Burggen Position                | Iller-Lech-Jungmoränenregion   | Mehrere flache Schüsseln des Haslacher Stadiums, stark verlandet. Außer dem östlichsten Toteisloch werden alle als Weiden landwirtschaftlich genutzt. Die Mulden liegen in einem Schotterfeld, das nach E in Moränen übergeht. | 67500 450 × 150          | Typ: Toteisloch Art: Moräne, Schotter                                                                   | kein Aufschluss                | bedeutend          | Naturdenkmal                                             |                                 |
| Toteisloch bei Burggen                                    |                | 190R004   | Burggen Position                | Iller-Lech-Jungmoränenregion   | Die flache Schüssel des Haslacher Stadiums ist stark verlandet (keine offene Wasserfläche). Der südliche Rand wird von einem kleinen Tumulus (3 m hoch) eingenommen. Dieser weist in seinem Zentrum eine Eindellung (Toteis!) auf, die nach S ausläuft. | 13500 150 × 90           | Typ: Toteisloch Art: Moräne, Schotter                                                                   | kein Aufschluss                | bedeutend          | kein Schutzgebiet                                        |                                 |
| Hangquellmoor bei Echerschwang                            |                | 190R005   | Bernbeuren Position             | Iller-Lech-Jungmoränenregion   | Das Quellhangmoor ist aus ökologischen Gründen interessant. 400 m südwestlich liegt ein vergleichbares, nicht geschütztes Objekt. | 10000 200 × 50           | Typ: Hangquellmoor, Schichtquelle Art: Torf, Kalktuff, Schotter                                         | kein Aufschluss                | bedeutend          | Naturdenkmal                                             |                                 |
| Findling und Moräne bei Greuwang                          |                | 190R006   | Bernbeuren Position             | Iller-Lech-Jungmoränenregion   | Der Block besteht aus kreidezeitlichem Konglomerat der oberostalpinen Tegelbergmulde. Er liegt auf einem markanten Moränenwall des Burker Stadiums (Gruiwanger Rückzugsstadium), südwestlich der Siedlung. | 6 3 × 2                  | Typ: Findling, End-(Wall-)Moräne Art: Konglomerat, Moräne                                               | Block                          | wertvoll           | Naturdenkmal                                             |                                 |
| Hangquellmoor am Tannenbichel SE von Bernbeuren           |                | 190R007   | Bernbeuren Position             | Iller-Lech-Jungmoränenregion   | Das Quellhangmoor ist aus ökologischen Gründen interessant. | 3500 70 × 50             | Typ: Hangquellmoor, Schichtquelle Art: Torf                                                             | kein Aufschluss                | bedeutend          | Naturdenkmal, FFH-Gebiet                                 |                                 |
| Findling 1 im Pürschwald beim Antoni NE von Finsterau     |                | 190R008   | Peiting Position                | Isar-Loisach-Jungmoränenregion | Der schollenartige Gneisblock liegt auf Würmmoräne. | 3 2 × 2                  | Typ: Findling Art: Gneis                                                                                | Block                          | geringwertig       | Naturdenkmal, FFH-Gebiet, Vogelschutzgebiet              |                                 |
| Findling 2 im Pürschwald NE von Finsterau                 |                | 190R009   | Peiting Position                | Isar-Loisach-Jungmoränenregion | Der Amphibolitfindling ist deutlich gerundet und weist eine ausgeprägte Bänderung auf. | 3 2 × 2                  | Typ: Findling Art: Amphibolit                                                                           | Block                          | geringwertig       | Naturdenkmal, FFH-Gebiet, Vogelschutzgebiet              |                                 |
| Findling 3 im Pürschwald beim Egidi ENE von Finsterau     |                | 190R010   | Peiting Position                | Isar-Loisach-Jungmoränenregion | Kantiger Findling auf Würmmoräne. | 16 4 × 4                 | Typ: Findling Art: Hornblendebändergneis                                                                | Block                          | geringwertig       | Naturdenkmal                                             |                                 |
| Prallhang der ehemaligen Lechschleife um Schongau         |                | 190R011   | Schongau Position               | Iller-Lech-Jungmoränenregion   | Der markante Prallhang gehört zu der ehemaligen Lechschleife von Schongau. Er zeigt in beispielhafter Weise typische Reliefformen im Randbereich des würmeiszeitlichen Lechgletschers, die für die Erklärung der nacheiszeitlichen Talentwicklung von Bedeutung sind. | 2700000 1800 × 1500      | Typ: Prallhang, Terrasse, Umlauf-/Durchbruchsberg Art: Schotter                                         | kein Aufschluss                | wertvoll           | Naturdenkmal                                             |                                 |
| Findling bei Bernbeuren                                   |                | 190R012   | Bernbeuren Position             | Iller-Lech-Jungmoränenregion   | Der stark überwachsene Findling besteht aus rotfleckigem alpinem Unterjura-Kalkstein und liegt auf dem Moränenwall der dritten Rückzugsphase (Burker Stadium) des Lechgletschers. Er liegt in einem Fichtengehölz, nahe dem Zaun eines angrenzenden Grundstücks mit Wohnhaus. Der Findling ist Naturdenkmal. | 4 2 × 2                  | Typ: Findling Art: Kalkstein, Moräne                                                                    | Block                          | bedeutend          | Naturdenkmal                                             |                                 |
| Findling W von Engenwies                                  |                | 190R013   | Burggen Position                | Iller-Lech-Jungmoränenregion   | Der Findling besteht aus gelblichem Molasse-Sandstein und trägt ein Feldkreuz. Er liegt auf einem breiten Moränenwall, der von Burggen in nordöstlicher Richtung nach Engenwies verläuft. | 2 2 × 2                  | Typ: Findling Art: Sandstein                                                                            | Block                          | bedeutend          | Naturdenkmal                                             |                                 |
| Hangquellmoor in Huglfing                                 |                | 190R014   | Huglfing Position               | Isar-Loisach-Jungmoränenregion | Das Wasser des Hungerbachs tritt aus dem Murnauer Schotter aus. | 28000 350 × 80           | Typ: Hangquellmoor, Schichtquelle Art: Torf                                                             | kein Aufschluss                | bedeutend          | Naturdenkmal                                             |                                 |
| Zwei Toteislöcher NE von Schwaig                          |                | 190R015   | Iffeldorf Position              | Isar-Loisach-Jungmoränenregion | Die wassergefüllten Toteislöcher sind teilweise verlandet. | 70000 350 × 200          | Typ: Toteisloch Art: Schotter                                                                           | kein Aufschluss                | bedeutend          | Naturdenkmal, Landschaftsschutzgebiet                    |                                 |
| Toteisloch N von Steinbach                                |                | 190R016   | Iffeldorf Position              | Isar-Loisach-Jungmoränenregion | Das Toteisloch wird landwirtschaftlich genutzt, an den Seiten ist Trockenrasen zu finden. | 16000 200 × 80           | Typ: Toteisloch Art: Schotter                                                                           | kein Aufschluss                | bedeutend          | Naturdenkmal, Landschaftsschutzgebiet                    |                                 |
| Bachlauf der Eyach im Mündungsbereich                     | weitere Bilder | 190R018   | Oberhausen Position             | Isar-Loisach-Jungmoränenregion | Der weitgehend naturbelassene Bachlauf mäandriert stark. | 2000 500 × 4             | Typ: Mäander Art: Kies                                                                                  | kein Aufschluss                | bedeutend          | Naturdenkmal, FFH-Gebiet                                 |                                 |
| Tumulus Eichberg NW von Pähl                              | weitere Bilder | 190R019   | Pähl Position                   | Isar-Loisach-Jungmoränenregion | Der markante Tumulus entstand gegen Ende der Eiszeit, als Schmelzwässer die Deckmoräne des Ammerseegletschers teilweise in eine Gletschermühle umlagerten. Das gut sortierte Schottermaterial ist stark wasserdurchlässig und weist daher eine interessante Trockenvegetation auf, die sich von der umgebenden stark unterscheidet. | 4800 80 × 60             | Typ: Tumulus Art: Schotter                                                                              | kein Aufschluss                | wertvoll           | Naturdenkmal                                             |                                 |
| Tumuli am Hirschberg E von Pähl                           | weitere Bilder | 190R020   | Pähl Position                   | Isar-Loisach-Jungmoränenregion | Es handelt sich um mehrere ideal geformte Tumuli unterschiedlicher Größe mit dazwischen liegenden Toteislöchern. Die auffallenden Buckel entstanden aus Sedimenten, die zunächst auf den abschmelzenden Gletschern zusammengespült wurden. | 99900 370 × 270          | Typ: Tumulus, Toteisloch Art: Schotter, Moräne                                                          | kein Aufschluss                | wertvoll           | Naturdenkmal, Landschaftsschutzgebiet, FFH-Gebiet        |                                 |
| Findling N von Rettenbach                                 |                | 190R021   | Peiting Position                | Isar-Loisach-Jungmoränenregion | Der Findling besteht aus zentralalpinem Quarzphyllit. | 12 4 × 3                 | Typ: Findling Art: Phyllit                                                                              | Block                          | bedeutend          | Naturdenkmal                                             |                                 |
| Hangquellmoor E von Butzau                                |                | 190R022   | Steingaden Position             | Iller-Lech-Jungmoränenregion   | Kleines Hangquellmoor mit Almbildung. | 5000 100 × 50            | Typ: Hangquellmoor, Schichtquelle Art: Torf                                                             | kein Aufschluss                | bedeutend          | Naturdenkmal                                             |                                 |
| Schnalzhöhlen                                             |                | 190R028   | Böbing Position                 | Isar-Loisach-Jungmoränenregion | Der Schnalzsandstein bildet bizarre Formen mit Überhängen. Er weist Höhlen auf und wird von der Bevölkerung auch Höhlensandstein genannt. An den Höhlen entlang führt ein Hangsteig, der den besten Einblick in die Geologie des Schnalzsandsteins gewährt. | 6000 300 × 20            | Typ: Felsgruppe Art: Sandstein                                                                          | sonstiger Aufschluss           | wertvoll           | Naturschutzgebiet                                        |                                 |
| Sinterbildung im Paterzeller Eibenwald N von Paterzell    |                | 190R030   | Wessobrunn Position             | Isar-Loisach-Jungmoränenregion | Die Quellen und Bäche des Naturschutzgebietes Paterzeller Eibenwald scheiden auch heute noch reichlich Kalktuff ab. An einem Pfad, der direkt nördlich von Paterzell in den Wald führt, kann das in vielfältiger Form (Kalkquellfluren, Sinterterrassen, Kalküberkrustungen im Bach) beobachtet werden. | 180000 600 × 300         | Typ: Sinterbildung Art: Kalktuff                                                                        | kein Aufschluss                | bedeutend          | Naturschutzgebiet, FFH-Gebiet                            |                                 |
| Ammerleite S Rottenbuch                                   |                | 190R032   | Rottenbuch Position             | Isar-Loisach-Jungmoränenregion | In der Schlucht sind Molassegesteine der Rottenbucher Mulde aufgeschlossen. | 200000 1000 × 200        | Typ: Kerbtal, Felswand/-hang, Stollen, Schichtfolge Art: Kalkstein, Sandstein                           | Prallhang/Flussbett/Bachprofil | besonders wertvoll | Naturschutzgebiet                                        |                                 |
| Lech an der Litzauer Schleife                             | weitere Bilder | 190R034   | Steingaden Position             | Iller-Lech-Jungmoränenregion   | Der Lech überfließt in dem steil eingeschnittenen Tal mehrere Härtlinge der Faltenmolasse. | 3000000 2000 × 1500      | Typ: Prallhang, Terrasse, Mäander Art: Kies, Moräne, Konglomerat                                        | Prallhang/Flussbett/Bachprofil | wertvoll           | Naturschutzgebiet, Naturdenkmal, Landschaftsschutzgebiet |                                 |
| Eiszerfallslandschaft Osterseen                           | weitere Bilder | 190R035   | Iffeldorf Position              | Isar-Loisach-Jungmoränenregion | Die Eiszerfallslandschaft an den Osterseen ist eine der vielfältigsten und lehrreichsten im nördlichen Alpenvorland. Insbesondere sind Kames, Oser und Toteislöcher besonders eindrucksvoll ausgebildet. Durch Verlandung haben sich vielfältige Moore gebildet. In der Blauen Gumpe (Objekt Nr. 190Q002), einem Quelltopf, tritt kalkreiches Wasser aus der Faltenmolasse zutage. | 12000000 6000 × 2000     | Typ: Kames, Toteisloch, Os, Terrasse, Niedermoor, Faltenquelle Art: Schotter, Moräne                    | kein Aufschluss                | besonders wertvoll | Naturschutzgebiet, Landschaftsschutzgebiet               | Bayerns schönste Geotope Nr. 33 |
| Magnetsrieder Hardt W von Holzmühle                       | weitere Bilder | 190R036   | Seeshaupt Position              | Isar-Loisach-Jungmoränenregion | Die Drumlins sind ein Teil des Eberfinger Drumlinfeldes. Die Kuppen sind teilweise bestockt, während tiefer gelegene Bereiche vermoort sind. | 1000000 2000 × 500       | Typ: Drumlin-/G.moränenfeld, Niedermoor Art: Moräne                                                     | kein Aufschluss                | wertvoll           | Naturschutzgebiet, Landschaftsschutzgebiet, FFH-Gebiet   |                                 |
| Eiszerfallslandschaft des Egelsees NE von Bernbeuren      |                | 190R037   | Bernbeuren Position             | Iller-Lech-Jungmoränenregion   | Der Egelsee und der Bodenlose See sind Toteislöcher des Haslacher Stadiums. | 560000 800 × 700         | Typ: Toteisloch, Niedermoor Art: Schotter                                                               | kein Aufschluss                | wertvoll           | Landschaftsschutzgebiet, FFH-Gebiet                      |                                 |
| Prallhänge und Kiesbänke des Lechs bei Niederwies         | weitere Bilder | 190R038   | Peiting Position                | Iller-Lech-Jungmoränenregion   | Ausgeprägte Prall- und Gleithänge des Lechs. | 770000 1100 × 700        | Typ: Prallhang, Bach-/Flusslauf Art: Sandmergel, Konglomerat                                            | Prallhang/Flussbett/Bachprofil | bedeutend          | Naturschutzgebiet, Naturdenkmal, Landschaftsschutzgebiet |                                 |
| Eberfinger Drumlinfeld NW von Hardtwiese                  | weitere Bilder | 190R039   | Weilheim in Oberbayern Position | Isar-Loisach-Jungmoränenregion | Das Eberfinger Drumlinfeld ist eines der bedeutendsten und ausgedehntesten im bayerischen Alpenvorland. Die markanten, walrückenförmigen Hügel sind überwiegend bewaldet. Insbesondere rund um Magnetsried und Jenhausen finden sich aber auch viele freiliegende Drumlins. Zahlreiche Weiher und Moore nehmen die Senken zwischen den Hügelzügen ein. Das Gebiet spielte eine bedeutende Rolle in der frühen Eiszeitforschung und wird häufig in der Literatur erwähnt. | 72000000 12000 × 6000    | Typ: Drumlin-/G.moränenfeld, Niedermoor, Toteisloch Art: Moräne                                         | kein Aufschluss                | wertvoll           | Landschaftsschutzgebiet                                  |                                 |
| Moränenlandschaft im Kerschlacher Forst N von Kerschlach  |                | 190R040   | Pähl Position                   | Isar-Loisach-Jungmoränenregion | In dem Gebiet sind zahlreiche glaziale Formen ausgebildet. Die markantesten Moränen und Toteislöcher liegen im Wald rund um das Gutshofgelände. | 3400000 2000 × 1700      | Typ: Drumlin-/G.moränenfeld, End-(Wall-)Moräne, Drumlin Art: Moräne, Schotter                           | kein Aufschluss                | bedeutend          | Landschaftsschutzgebiet                                  |                                 |
| Findling ENE von Hohenfurch                               |                | 190R042   | Hohenfurch Position             | Iller-Lech-Region              | Der deutlich gerundete Findling besteht aus Hauptdolomit. | 3 2 × 2                  | Typ: Findling Art: Dolomitstein                                                                         | Block                          | bedeutend          | Naturdenkmal                                             |                                 |
| Tumulus Schalkenberg N von Pähl                           | weitere Bilder | 190R043   | Pähl Position                   | Isar-Loisach-Jungmoränenregion | Der markante Tumulus entstand gegen Ende der Eiszeit, als Schmelzwässer die Deckmoräne des Ammerseegletschers teilweise in eine Gletschermühle umlagerten. Das gut sortierte Schottermaterial ist stark wasserdurchlässig und weist daher eine interessante Trockenvegetation auf, die sich von der umgebenden stark unterscheidet. Der Tumulus ist auf seiner Westseite stark bewachsen und anthropogen verändert. | 3500 70 × 50             | Typ: Tumulus Art: Schotter                                                                              | kein Aufschluss                | bedeutend          | Naturdenkmal, Landschaftsschutzgebiet                    |                                 |
| Steinerne Rinne bei Bernbeuren                            |                | 190R044   | Bernbeuren Position             | Iller-Lech-Jungmoränenregion   | Das Bachbett liegt dammartig ca. 1 m über dem Gelände. Es wird von schluffig-kiesigen Bachsedimenten durch Kalktuff aufgebaut. Das umgebende Gelände (es handelt sich um das verlandete Seegebiet des Haslacher Sees) besteht aus Torf, die Entwässerung des Gebietes verursacht hier einen Torfschwund. | 600 200 × 3              | Typ: Steinerne Rinne Art: Kalktuff, Schotter                                                            | kein Aufschluss                | bedeutend          | kein Schutzgebiet                                        |                                 |
| Umlaufberg und Terrassen bei Niederwies                   |                | 190R045   | Peiting Position                | Iller-Lech-Jungmoränenregion   | Der kleine Umlaufberg ist postglazialen Lechterrassen unmittelbar vorgelagert. An seiner Entstehung beteiligt waren Lech und der Riesner Bach. Randlich treten Erosionsterrassen in Erscheinung, an einigen Stellen befinden sich verwachsene Abbaue. | 47500 950 × 50           | Typ: Umlauf-/Durchbruchsberg, Terrasse Art: Schotter                                                    | kein Aufschluss                | wertvoll           | kein Schutzgebiet                                        |                                 |
| Wielenbach-Mäander S von Birkland                         |                | 190R047   | Peiting Position                | Isar-Loisach-Jungmoränenregion | In ausgeprägten Schleifen durchschneidet der Wielenbach würmzeitliche Moränen und moränennahe Schotter, im Unterlauf auch Mergel der Oberen Süßwassermolasse. Die rechte Talseite ist durch wasserbauliche Maßnahmen weitgehend inaktiviert, am linken Hang findet sich eine Abfolge von aktiven Prallhängen mit Rutschungen, die gleichzeitig gute Aufschlüsse der Gesteine bilden. | 208000 1300 × 160        | Typ: Prallhang, Mäander, Gesteinsart, Rutschung Art: Moräne, Kies, Schluff                              | Prallhang/Flussbett/Bachprofil | wertvoll           | FFH-Gebiet, Vogelschutzgebiet                            |                                 |
| Molassehärtling im Lech bei Lechbruck                     |                | 190R048   | Prem Position                   | Iller-Lech-Jungmoränenregion   | Bei Lechbruck überströmt der Lech mehrere Felsriegel aus Molassekonglomeraten, wobei er kleine Kaskaden ausbildet. Bei Niedrigwasser sind die Gesteine am Ufer gut zugänglich. | 30000 300 × 100          | Typ: Härtling, Schichtfolge, Wasserfall Art: Konglomerat, Sandstein, Mergel                             | Prallhang/Flussbett/Bachprofil | wertvoll           | Landschaftsschutzgebiet                                  |                                 |
| Moränenzug N von Hohenfurch                               |                | 190R049   | Hohenfurch Position             | Iller-Lech-Jungmoränenregion   | Nördlich von Hohenfurch liegt der markante Moränenzug der Hauptrandlage des Lechgletschers. Hier finden sich auch Toteislöcher und Trompetentälchen. | 300000 1500 × 200        | Typ: End-(Wall-)Moräne, Toteisloch, Trompetental Art: Moräne                                            | kein Aufschluss                | bedeutend          | kein Schutzgebiet                                        |                                 |
| Eiszerfallslandschaft N von Burggen                       |                | 190R050   | Burggen Position                | Iller-Lech-Jungmoränenregion   | In dem Gebiet liegen mehrere große Toteislöcher in der Nachbarschaft zu der ersten Rückzugsphase des Lechgletschers (Tannenberger Stadium). | 500000 1000 × 500        | Typ: Eiszerfallslandschaft, Toteisloch Art: Schotter, Moräne                                            | kein Aufschluss                | bedeutend          | kein Schutzgebiet                                        |                                 |
| Moräne und Kames beim Gögerl SE von Weilheim              |                | 190R051   | Weilheim in Oberbayern Position | Isar-Loisach-Jungmoränenregion | Südöstlich von Weilheim liegen würmeiszeitliche Moränen des Weilheimer Rückzugsstadiums sowie wall- und kegelförmige Kames. | 480000 800 × 600         | Typ: Kames, Tumulus, End-(Wall-)Moräne Art: Moräne, Schotter                                            | kein Aufschluss                | bedeutend          | kein Schutzgebiet                                        |                                 |
| Moräne an der Wieskirche                                  | weitere Bilder | 190R052   | Steingaden Position             | Iller-Lech-Jungmoränenregion   | Der Nord-Süd verlaufende Moränenzug gehört laut GK25 zum zweiten Rückzugsstadium des Lech-Gletschers. Auf dem nördlichen Teil des Moränenhügels steht die Wieskirche. | 150000 600 × 250         | Typ: End-(Wall-)Moräne Art: Moräne                                                                      | kein Aufschluss                | bedeutend          | Landschaftsschutzgebiet                                  |                                 |
| Altarme der Ammer in der Unterhauser Au N von Weilheim    | weitere Bilder | 190R053   | Weilheim in Oberbayern Position | Isar-Loisach-Jungmoränenregion | Die Talaue der inzwischen eingedeichten Ammer ist voll von trockengefallenen Altarmen, die sich in den feinen Höhenunterschieden des Digitalen Geländemodells deutlich abzeichnen, für das Auge im Gelände aber ungleich schwerer erkennbar sind. Im Stadtwald nördlich von Weilheim ist einer dieser Altarme mit seinen Mäandern aber noch wassererfüllt und dadurch anschaulich vor Augen. Der Altarm ist von einem Auwald begleitet. | 350000 700 × 500         | Typ: Mäander, Bach-/Flusslauf Art: Lehm                                                                 | Prallhang/Flussbett/Bachprofil | bedeutend          | FFH-Gebiet                                               |                                 |
| Eiszerfallslandschaft S von Burggen                       |                | 190R054   | Burggen Position                | Iller-Lech-Jungmoränenregion   | Im Übergang von Rückzugsmoränenwall (Haslacher Stadium) zu Grundmoräne liegt südlich von Burggen ein durch Hügel und Senken stark strukturiertes Gelände, das der Eisrückzug hinterlassen hat. Durch fehlendes Unterholz ist hier auch einmal in Waldgebiet eine Moränenlandschaft gut begehbar. Moräne und moränennahe Schotter werden in einer Kiesgrube 450 m nordöstlich abgebaut. | 90000 300 × 300          | Typ: Eiszerfallslandschaft Art: Moräne                                                                  | kein Aufschluss                | bedeutend          | kein Schutzgebiet                                        |                                 |
| Buckelwiesen E von Bernbeuren                             |                | 190R055   | Bernbeuren Position             | Iller-Lech-Jungmoränenregion   | Auf Drumlins östlich von Grönenbach sind Buckelwiesen erhalten, die hier auf extensiv bewirtschaftetem Weideland besonders gut zur Geltung kommen und eine bemerkenswerte Magerrasenflora tragen. | 48400 220 × 220          | Typ: Buckelwiese Art: Schotter                                                                          | kein Aufschluss                | bedeutend          | kein Schutzgebiet                                        |                                 |
| Kames-Hügel von Ried bei Bernbeuren                       |                | 190R056   | Bernbeuren Position             | Iller-Lech-Jungmoränenregion   | Der geschwungene Hügel südlich Ried wurde auch schon als Os und als Grundmoränenkuppe betrachtet. Gegen (schluffige) Grundmoräne spricht die Magerrasenvegetation des Hügels, die eher zu einem Aufbau aus Kies und Schotter passt. Ein Os ist aus Kies und Schotter aufgebaut, die in einem Schmelzwasserstrom unter dem Gletscher abgelagert wurden und sich als schmaler Rücken durchs Gelände schlängeln können. In der Geländebetrachtung kann dieser Eindruck entstehen, aber das Digitale Geländemodell lässt doch eher annehmen, dass die flachen Becken bei Ried Relikte von Toteismassen sind, zwischen die Schotter geschüttet wurden. Diese gegen und zwischen Toteis geschütteten Kiese sind nach dem Abschmelzen des Eises als Kames verblieben. Nach der letzten größeren Stillstandsphase des Eisrückzugs, die die hohen Moränenwalle südlich Bernbeuren aufgeschüttet hat, zog sich der Lechgletscher ohne weitere deutliche Moränenwälle in die Alpen zurück. | 60000 300 × 200          | Typ: Kames Art: Schotter                                                                                | kein Aufschluss                | wertvoll           | FFH-Gebiet                                               |                                 |
| Kalktuffterrassen an der Ammerleite SSE von Peiting       | weitere Bilder | 190R057   | Peiting Position                | Isar-Loisach-Jungmoränenregion | Östlich Ramsau führt ein Steig hinunter zum Kalkofensteg über die Ammer. Der Weg führt an einer kalkabscheidenden Quelle vorbei. Auffällig schwarze Kiesel im Bachbett haben nur einen feinen schwarzen Überzug, vermutlich von Mangan, das aus sauerstoffarmem Wasser beim Austritt an der Oberfläche abgeschieden wurde. Nördlich der Quelle liegen auf der Hochfläche die früheren Schlämmteiche des Peitinger Bergbaus. Die Berge (taubes Gestein) waren über die benachbarten Hänge ins Ammertal abgekippt worden. Die Halde ist rekultiviert. Die kalkreichen Wässer treten aus würmzeitlichen Schottern auf Grundmoräne und Molasse aus. Der Quellbach fließt in einer steinernen Rinne, dann über Kalktuffterrassen hinunter zur Ammer. Der Kalktuff ist hier so mächtig abgeschieden, dass er in Brüchen abgebaut und in einem Kalkofen gebrannt wurde. Eine alte Manuskriptkarte der ersten geologischen Landaufnahme aus der Mitte des 19. Jahrhunderts zeigt das. Die Karte zeigt auch, dass unten an der Ammer zwei Braunkohlenflöze 2–3 Zoll (ca. 5–7,5 cm) mächtig aufgefunden wurden. Dort stehen die Haupt-Cyrenen-Schichten an. Bitte auf den Wegen bleiben und die Kalktuffterrassen nicht betreten! | 26400 220 × 120          | Typ: Sinterterrassen, Steinerne Rinne Art: Kalktuff, Schotter, Moräne                                   | sonstiger Aufschluss           | bedeutend          | Naturschutzgebiet, FFH-Gebiet                            |                                 |
| Hangquellmoor S des Markbachfilzes S von Steingädele      |                | 190R058   | Prem Position                   | Iller-Lech-Jungmoränenregion   | Südlich des Markbachfilzes liegt noch im FFH-Gebiet ein Hangquellmoor. Die austretenden Wässer sind kalkabscheidend. Kalktuff ist überall an den Feuchtstellen zu finden, teils als Überkrustung von abgestorbenem Gras. Das Grundwasser aus den Schottern des Drumlinfelds im Südosten dürfte sich hier an den Tonen vom Südrand des spät- bis postglazialen Lechbrucker Sees stauen und als Überlaufquelle austreten. Die Seetone sind 160 m weiter westlich im Entwässerungsgraben bei der Schautafel des Moorlehrpfads aufgeschlossen. | 700 35 × 20              | Typ: Hangquellmoor Art: Schotter, Moräne                                                                | sonstiger Aufschluss           | bedeutend          | FFH-Gebiet                                               |                                 |
| Baustein-Schichten an der Ammer S der Echelsbacher Brücke |                | 190A024   | Rottenbuch Position             | Isar-Loisach-Jungmoränenregion | An einem Prallhang der Ammer stehen kurz vor der Echelsbacher Brücke Mergelsteine der Baustein-Schichten an. Eingeschaltete plattige bis bankige Sandsteine zeigen Wellenrippeln. Das Geotop liegt im Naturschutzgebiet Ammerschlucht an der Echelsbacher Brücke. Es führt kein Weg dorthin. Lediglich Wildwasserfahrer, die WW III beherrschen, können unter Beachtung der Befahrungsregelungen das Geotop passieren und betrachten. | 90 30 × 3                | Typ: Gesteinsart, Schichtfolge Art: Mergelstein, Sandstein                                              | Prallhang/Flussbett/Bachprofil | wertvoll           | Naturschutzgebiet, FFH-Gebiet                            |                                 |
| Aufschlüsse des Latterbaches SE von Herzogsägmühle        |                | 190A026   | Peiting Position                | Isar-Loisach-Jungmoränenregion | Bachauf von dem Brückchen über den Latterbach zwischen Herzogsägmühle und Grabhof finden sich im Bachbett zunächst Mergel der Oberen Süßwassermolasse. Sie werden überlagert von einem Till (Geschiebemergel) mit Geröllen in feinkörniger Matrix. Er wird als rißzeitlich eingestuft, denn überlagert wird er von würmzeitlichen Schottern und Beckenschluffen. | 30000 500 × 60           | Typ: Schichtfolge Art: Schluff, Moräne, Mergel                                                          | Prallhang/Flussbett/Bachprofil | wertvoll           | kein Schutzgebiet                                        |                                 |
| Endmoränenlandschaft des Haslacher Sees NE von Bernbeuren |                | 190R061   | Bernbeuren Position             | Iller-Lech-Jungmoränenregion   | Der Haslacher See ist der Rest eines glazialen Sees, der durch den Eisrückzug zwischen den Moränenwällen des Haslacher Stadiums und des Burker Stadiums verblieben ist. Im Digitalen Geländemodell aus Laserscandaten lassen sich die eiszeitlichen Formen hervorragend erkennen. Die Rückzugsmoränen bei Bernbeuren zeichnen eine frühere Gletscherzunge nach, die durch das Umfließen des Auerbergs bedingt ist. Die Endmoräne des Haslacher Stadiums im Norden ist als Doppelwall ausgebildet. Der Wall trifft sich östlich des Sees in einem Moränenknoten mit dem Wall der Lechtalgletscherzunge. Ursprünglich lag vor dem äußeren Moränenwall im Nordwesten ein Glazialsee, der später den Wall durchbrach und dann in den Haslacher See entwässerte. Dieser wiederum hatte anfangs seinen Abfluss beim heutigen Haslach nach Norden hin, bis zu einem späteren Zeitpunkt der Moränenwall im Osten durchbrochen wurde, wo sich der heutige Türkenbach mit einem recht tiefen Einschnitt einen kurzen Weg nach Osten zum Lech geschaffen hat. Durch den Durchbruch des Moränenwalls wurde der Haslacher See relativ schnell um 20 Meter abgesenkt.                                                                 | 6900000 3000 × 2300      | Typ: Endmoränensee Art: Torf, Schluff, Moräne                                                           | kein Aufschluss                | wertvoll           | Landschaftsschutzgebiet                                  |                                 |
| Schmelzwassertal zwischen Wildsteig und Morgenbach        |                | 190R062   | Wildsteig Position              | Isar-Loisach-Jungmoränenregion | Zwischen Wildsteig und Morgenbach schlängelt sich die Ortsverbindungsstraße durch Wiesengelände zwischen sanften Hügeln. Die Straße folgt einem – heute trockenen – Schmelzwassertal. Nur wenn keine Bewaldung vorliegt, sind die glazialen Formen so gut zu sehen wie hier. Auch im Digitalen Geländemodell zeichnet sich die Schmelzwasserrinne hervorragend ab. Sie beginnt oben auf einem Moränenhügel bei etwa 875 m und senkt sich dann bis Wildsteig auf 860 m hinab. Dass die Schmelzwasserrinne oben auf einer Moräne beginnt, kann nur bedeuten, dass sie direkt vom Eis des Ammergletschers gespeist wurde, der beim Rückzug hier einige Zeit gestanden haben muss. Mit dem Absinken des Gletscherniveaus unter 875 m fiel die Rinne trocken. | 900000 1 800 × 500       | Typ: Schmelzwassertal Art: Moräne, Schotter                                                             | kein Aufschluss                | bedeutend          | kein Schutzgebiet                                        |                                 |
| Dolinenreihe im Grabenholz S von Peiting                  |                | 190R063   | Peiting Position                | Iller-Lech-Jungmoränenregion   | Im Grabenholz am Schnaidberg südlich von Peiting sind Dolinen wie auf einer Schnur aufgereiht. Die Dolinen sind auf Subrosion in den von Moräne bedeckten Weißach-Schichten zurückzuführen. Dabei kann es sich um Kalklösung in Konglomeratlagen mit überwiegend karbonatischen Geröllen handeln oder es war ein von Scholz & Strohmenger beschriebener Mechanismus wirksam: Auf Klüften von Sandsteinen zwischen den überwiegenden Mergeln der Schichtfolge haben sich Wasserwegsamkeiten ausgebildet. Durch Kalklösung sind diese Klüfte so erweitert, dass sie ein Dränagesystem für das Oberflächenwasser bilden. Mulden, in denen Wasser versickert, erweitern sich durch verstärkte Kalklösung, durch Wegführung von Feinmaterial der aufgeweichten Mergel und durch Nachsackung zu Pseudo-Dolinen. | 3000 250 × 12            | Typ: Dolinenfeld Art: Mergelstein, Sandstein                                                            | kein Aufschluss                | bedeutend          | kein Schutzgebiet                                        |                                 |
| Drumlinfeld E von Prem                                    |                | 190R064   | Prem Position                   | Iller-Lech-Jungmoränenregion   | Östlich von Prem liegt ein eindrucksvolles Drumlinfeld, das die Eisbewegung des würmzeitlichen Gletschers nach Nordnordost nachzeichnet. Im Digitalen Geländemodell ist es besonders gut zu erkennen. Aber da hier viele der Drumlins nicht bewaldet, sondern Weidegelände sind, ist auch die walrückenartige Form einzelner Drumlins gut zu sehen. | 18000000 4500 × 4000     | Typ: Drumlin-/G.moränenfeld Art: Moräne                                                                 | kein Aufschluss                | wertvoll           | kein Schutzgebiet                                        |                                 |
| Mäander der Illach bei Rudersau                           |                | 190R065   | Rottenbuch Position             | Iller-Lech-Jungmoränenregion   | Mäander waren in der Vergangenheit durch Flussbegradigungen vielfach verschwunden. Heute werden sie durch Renaturierung wieder hergestellt. Hier an der Illach sind noch die natürlichen Bachmäander erhalten. Mäander entstehen in Fließgewässern mit sehr geringem Gefälle und mit feiner Sedimentfracht. Dadurch, dass in den Bachschlingen Sediment in Querströmungen vom Prallhang zum Gleithang transportiert wird, verlagern sich die Schlingen seitlich und bachabwärts. Kommt es zu einem Durchbruch, weil sich zwei Schlingen aneinander angenähert haben, dann bleiben ein Altarm und ein Umlaufberg zurück. | 1050000 1500 × 700       | Typ: Mäander Art: Lehm                                                                                  | Prallhang/Flussbett/Bachprofil | bedeutend          | FFH-Gebiet                                               |                                 |
| Eiszerfallslandschaft E von Schwarzenbach                 |                | 190R066   | Wildsteig Position              | Iller-Lech-Jungmoränenregion   | Östlich von Schwarzenbach und westlich der Illach hat von Schottern überschüttetes Toteis des Lechgletschers eine Eiszerfallslandschaft hinterlassen. Die Illach war beim Eisrückzug die trennende Hauptentwässerung zwischen Lechgletscher im Westen und Ammergletscher im Osten. Im Illachtal wurden dadurch mächtige Schotter in mehreren Terrassen abgelagert. | 900000 1500 × 600        | Typ: Eiszerfallslandschaft, Toteisloch Art: Schotter                                                    | kein Aufschluss                | bedeutend          | Landschaftsschutzgebiet                                  |                                 |
| Eiszerfallslandschaft SW von Wildsteig                    |                | 190R067   | Wildsteig Position              | Isar-Loisach-Jungmoränenregion | Südwestlich von Wildsteig und östlich der Illach hat von Schottern überschüttetes Toteis des Ammergletschers eine Eiszerfallslandschaft hinterlassen. Die Illach war beim Eisrückzug die trennende Hauptentwässerung zwischen Lechgletscher im Westen und Ammergletscher im Osten. Im Illachtal wurden dadurch mächtige Schotter in mehreren Terrassen abgelagert. Mit bis zu 20 m ist die längliche Senke südlich von Holz erstaunlich tief. Nachdem ein eindeutiger Hinweis auf Kiesabbau fehlt, wird sie wohl ganz durch Abschmelzen von Toteis unter Schotterüberdeckung entstanden sein. Östlich davon liegen runde typischere Toteislöcher, die inzwischen verlandete Seen enthielten. Die vom Illachtalrand nach NE einfallende Schotterplatte ist im Digitalen Geländemodell (Bild 4) gut zu erkennen. | 1440000 1200 × 1200      | Typ: Eiszerfallslandschaft, Toteisloch Art: Schotter                                                    | kein Aufschluss                | wertvoll           | Landschaftsschutzgebiet                                  |                                 |
| Seetone am Neuhaus- und Haareckbach SE von Steingaden     |                | 190A021   | Steingaden Position             | Iller-Lech-Jungmoränenregion   | Als Neuhausbach wird der Zusammenfluss von Haareck- und Nickelebach talauf von der Schlögelmühle südlich Steingaden bezeichnet. Ab etwa 1 km von der Schlögelmühle stehen am Bachrand blaugraue Tone an. Es handelt sich um Seetone. Sie sind oft schräggestellt, vermutlich aufgrund der späteren Überfahrung durch den Gletscher. Pollenanalysen ließen in den Tonen deutlich eine Warmzeit erkennen, die durch Vergleiche dem Riß-Würm-Interglazial zugeordnet werden kann. Am Objektpunkt, wenig unterhalb des Zusammenflusses von Haareck- und Nickelebach, enthalten die Tone Holzreste von Fichten. Eine Datierung ergab Alter um 34.000 Jahre. Die Fichten zeigen der Jetztzeit ähnliche Temperaturen an. Hier handelt es sich also um Würm-interstadiale Ablagerungen. Der See bestand offenbar über einen langen Zeitraum und wurde ursprünglich vom rißzeitlichen Lechgletscher aufgestaut. Erst mit der Hauptwürmvereisung erfolgte dann der Gletschervorstoß über die Sedimente hinweg. Die Tone werden von Würmmoräne überlagert. Im Haareckbach NE von Hiebler kann Till der Grundmoräne mit überlagernder Schottermoräne angetroffen werden.                                                            | 15000 1500 × 10          | Typ: Schichtfolge, Gesteinsart Art: Moräne, Ton                                                         | Prallhang/Flussbett/Bachprofil | wertvoll           | Landschaftsschutzgebiet                                  |                                 |
| Tonmergel-Schichten am Kraftwerk Kammerl W von Saulgrub   |                | 190A022   | Wildsteig Position              | Isar-Loisach-Jungmoränenregion | Am Kraftwerk Kammerl vorbei führt ein Wanderweg nach Peustelsau. Nach dem Kanal wird der Leitenwiesgraben gequert. Steigt man an dem Brückchen in den Graben, dann zeigen sich bachab die oligozänen Tonmergel-Schichten hervorragend aufgeschlossen. Vorsicht! Den Zulauf vom Kraftwerkskanal im Auge behalten und bei Wasserführung den Graben verlassen! | 480 60 × 8               | Typ: Schichtfolge, Gesteinsart Art: Tonmergelstein, Sandstein                                           | Prallhang/Flussbett/Bachprofil | wertvoll           | Naturschutzgebiet, FFH-Gebiet                            |                                 |
| Obere Bunte Molasse an der Ammer E von Rottenbuch         |                | 190A023   | Rottenbuch Position             | Isar-Loisach-Jungmoränenregion | Überquert man nach der Ammermühle in Richtung Süden die Ammer, dann kann man vom rechten Flussufer aus einen Blick über den Fluss auf einen Prallhang werfen, an dem Obere Bunte Molasse ansteht. Die Schichtfolge der Unteren Süßwassermolasse (USM) hat ihren Namen von den bunten (braunen, grünen, grauen) Mergelsteinen, die in Wechselfolge mit Sandsteine bis Konglomeraten die Einheit aufbauen. Etwa 150 m nördlich von dem Aufschluss ist oben im steilen Talhang die gleiche Schichtfolge durch eine Rutschung freigelegt. | 7200 180 × 40            | Typ: Schichtfolge, Gesteinsart Art: Mergelstein, Sandstein, Konglomerat                                 | Prallhang/Flussbett/Bachprofil |                    |                                                          |                                 |
| Eiszerfallslandschaft bei Peustelsau                      |                | 190R059   | Wildsteig Position              | Isar-Loisach-Jungmoränenregion | Um Peustelsau hat der Eisrückzug des Ammergletschers eine Eiszerfallslandschaft mit Toteislöchern hinterlassen. Im Süden sind im Leitenwiesgraben Till der Grundmoräne und darüber Schluffe eines Eisrandsees und eisrandnahe Schmelzwasserschotter aufgeschlossen. | 360000 600 × 600         | Typ: Eiszerfallslandschaft, Gesteinsart Art: Schotter, Moräne                                           | sonstiger Aufschluss           | bedeutend          | kein Schutzgebiet                                        |                                 |
| Moorbruch im Breitfilz NE von Schönberg                   |                | 190R060   | Rottenbuch Position             | Isar-Loisach-Jungmoränenregion | Ein Moorbruch ist in Mitteleuropa ein seltenes Phänomen. In der Nacht vom 13. auf den 14. Juni 1960 ereignete sich, nach langanhaltenden Regenfällen und einem darauffolgenden ergiebigem Gewitterregen, im Breitfilz ein Moorbruch. In der östlichen Hälfte und am nördlichen Rand kam es zu einer Abwanderung von Torfsubstanz mit einem schollenartigen Aufreißen der Vegetationsdecke und Setzungen von mehreren Metern. Im südlichen und südwestlichen Teil, dem Ablagerungsbereich, kam es zu wallartigen Aufsattelungen und Aufwölbungen der Torfmassen. Im Digitalen Geländemodell zeichnet sich die Massenverlagerung in leichten Reliefunterschieden ab. Im inzwischen weitgehend bewaldetem Gelände sind nur mit diesem Vorwissen die verbliebenen Spuren des Moorbruchs zu erkennen. Eindrucksvoll sind die alten Fotos in der Veröffentlichung von Vidal (1966). | 42000 350 × 120          | Typ: Rutschung Art: Torf                                                                                | kein Aufschluss                | wertvoll           | FFH-Gebiet, Vogelschutzgebiet                            |                                 |